# 拉古-达佩德拉
拉古-达佩德拉是巴西马拉尼昂州的一个市镇。总面积1636.467平方公里，总人口43188人，人口密度26.4人/平方公里。